# 엑스모어

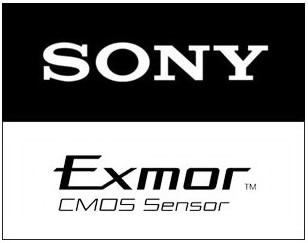
소니 엑스모어 로고

엑스모어(Exmor)는 소니가 개발하여 일부 CMOS 이미지 센서에 구현된 기술이다. 이 기술은 CMOS 센서의 각 열에서 온칩 아날로그/디지털 신호 변환과 2단계 노이즈 감소를 병렬로 수행한다.
"Exmor"는 "Exceed" (이상), "Express" (표현), "Experience" (경험 · 체험)등의 머리 글자 "EX "와 조금 더 앞 을 의미하는 "More"의 "MOR"조합으로 만들어졌다. 엑스모어 계열의 센서는 소비자 기술에서 널리 사용되고 있다.

## 역사
2015년 10월, 소니그룹의 반도체 관련 사업을 통합하고 CMOS 이미지 센서 사업을 강화하기 위해 완전 소유 그룹 회사인 소니 세미컨덕터 솔루션즈(Sony Semiconductor Solutions)가 설립되었다. 이후 모든 엑스모어 센서는 이 회사에서 설계 및 제조된다.
2020년 5월 14일, "AI 처리 기능이 탑재된 세계 최초의 이미지 센서"라는 소개와 함께 인텔리전트 비전 센서가 발표되었다. 새로운 센서는 실시간 이미지 분석과 원본 이미지에서 메타데이터를 즉시 추출하기 위해 스택형 로직 레이어에 포함된 AI 프로세서와 AI 모델을 저장하는 메모리를 포함하여 기존 엑스모어 RS 센서와 차별화된다. 발표 당시에는 모델 번호만 확인되었으며 센서의 이름이 다른지는 확인되지 않았다.
2022년 6월 29일, 샤오미는 샤오미 12S 울트라에 소니의 첫 1인치 휴대 전화 카메라 센서인 IMX989를 사용하고 있다고 발표했다. 그러나 2022년 5월 샤프 아쿠오스 R7에서 이미 사용되었으며 약간 잘렸음이 나중에 밝혀졌다.

## 버전

### 엑스모어 R
엑스모어 R은 소니 CMOS 이미지 센서의 이면조사 버전이다. 엑스모어 R은 2008년 6월 11일에 소니에 의해 발표되었으며 이면조사 센서 기술의 세계 최초 양산 구현이었다. 소니는 엑스모어 R이 일반적인 전면 조사 센서보다 약 2배 더 민감하다고 주장한다.
이 액티브 픽셀 센서는 여러 소니 휴대 전화 및 카메라와 애플의 아이폰 4S 및 5에 탑재되어 있다. 원래 엑스모어 R은 캠코더, 컴팩트 카메라 및 휴대 전화용 소형 센서로 제한되었지만 2015년 6월 10일에 출시된 소니 ILCE-7RM2 풀프레임 카메라에도 엑스모어 R 센서가 탑재되어 있다.

### 엑스모어 RS
엑스모어 RS는 2012년 8월 20일에 발표되었으며 세계 최초의 스택형 CMOS 이미지 센서이다. 이후 소니는 중간에 DRAM 셀 어레이를 추가한 세계 최초의 3층 스택형 CMOS 센서를 발표했다.
엑스모어 RS 라인에서는 IMX582 또는 IMX586 센서가 4800만 화소 휴대 전화 카메라(예: 삼성 갤럭시 S20)로 널리 사용되며, 센서 사양은 거의 동일하지만 IMX586은 4K에서 더 빠른 프레임 속도를 지원한다. 2020년 초, IMX586은 IMX686에 이어 포맷이 1/1.72인치로 커졌지만(해상도는 6400만 화소로 증가), 동일한 픽셀 크기를 유지했다. 베이어 필터링의 전통적인 제약 중 일부를 극복하기 위해 픽셀 비닝이 사용되어 높은 센서 해상도를 4K와 같은 표준 사진 해상도로 줄인다.

### STARVIS
STARVIS는 엑스모어 RS 계열의 센서 시리즈이다. 높은 픽셀 감도를 특징으로 하며 저조도 환경에 적합하다. 산업용 버전은 주변광 감시 시스템에 적용되고 있다. 상용 버전은 단일 노출을 기반으로 4K HDR을 지원하는 프로슈머 웹캠에 적용되고 있다.

#### STARVIS 2
2세대 STARVIS 라인(STARVIS 2)에서는 2021년 6월 29일에 IMX585가 발표되었으며, 1/1.2인치의 큰 이미지 센서 포맷을 특징으로 하여 저조도 사진에 적합하다. 소니는 STARVIS 2 센서 계열을 어려운 조명 조건에서 감시 애플리케이션의 AI 얼굴 인식을 위해 설계했다. 센서의 높은 동적 범위는 이 작업에 도움이 된다. 2023년 1월 레이저 프로슈머 웹캠에 탑재되어 출시되었다. 더 큰 센서 폼 팩터는 피사계 심도를 감소시켜 화상 회의 웹캠에 종종 선호된다. 소니는 일부 애플리케이션에 대해 거의 DSLR 품질을 주장한다.

#### 엑스모어 T
소니는 2023년 5월 10일에 엑스페리아 1 V 휴대 전화와 함께 엑스모어 T를 출시했다.

#### LYTIA
2022년 11월 7일, 소니는 휴대 전화용 CMOS 이미지 센서 브랜드인 LYTIA를 발표했다.

## 같이 보기
- Bionz – 이미지 프로세서
- HAD CCD – 소니
- ISOCELL
- 옴니비전
- 도시바 CMOS